# Pedro Casablanc

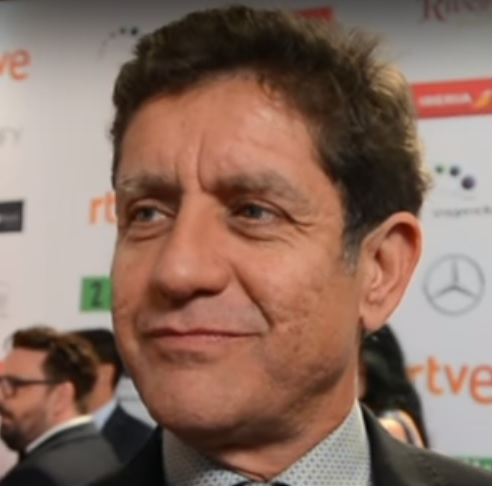
Pedro Casablanc bei den Premios Forqué, 2016

Pedro Casablanc (* 17. April 1963 in Casablanca, Marokko; eigentlich Pedro Manuel Ortiz Domínguez) ist ein marokkanischer Schauspieler, Regisseur und Synchronsprecher.

## Filmografie (Auswahl)
- 1994: Deine Zeit läuft ab, Killer (Días contados)
- 2008: Che – Revolución
- 2015: Freunde fürs Leben (Truman)
- 2016: Cannabis (Fernsehserie)
- 2016: 1898. Los últimos de Filipinas
- 2017: Das Tal der toten Mädchen (El guardián invisible)
- 2019: Das Tal der vergessenen Kinder (Legado en los huesos)
- 2019: Toy Boy (Fernsehserie)
- 2020: White Lines (Fernsehserie)
- 2020: Das Tal der geheimen Gräber (Ofrenda a la tormenta)
- 2021: La Fortuna (Fernsehserie, 3 Folgen)
- 2023: Strange Way of Life